# Qiaokou
Der Stadtbezirk Qiaokou (chinesisch 礄口區 / 硚口区, Pinyin Qiáokǒu Qū) ist ein Stadtbezirk der Unterprovinzstadt Wuhan, der Hauptstadt der Provinz Hubei in der Volksrepublik China. Er hat eine Fläche von 46,39 km² und zählt 868.900 Einwohner (Stand: Ende 2019).